# Northwest-Airlines-Flug 421
Northwest-Airlines-Flug 421 (Flugnummer: NW421, Funkrufzeichen NORTHWEST 421) war ein Inlandslinienflug der Northwest Airlines von Chicago nach Minneapolis. Am 29. August 1948 verunglückte auf diesem Flug die Martin 2-0-2 N93044, nachdem sie in eine Gewitterzelle eingeflogen und darin auseinandergebrochen war. Bei dem Unfall starben alle 37 Insassen der Maschine.
Es handelte sich um den ersten tödlichen Unfall sowie ersten Totalverlust einer Martin 2-0-2 sowie den schwersten Zwischenfall der Northwest Airlines bis zum Northwest-Airlines-Flug 2501. Gemeinsam mit dem Flugunfall einer weiteren Martin 2-0-2 der Northwest Airlines, die sie für Japan Air Lines betrieb (in Japan im Jahr 1952), handelt es sich um den schwersten Zwischenfall mit einer Martin 2-0-2.

## Flugzeug
Bei der Maschine handelte es sich um eine 1947 gebaute Martin 2-0-2 mit der Werknummer 9165, die im November 1947 neu an die Northwest Airlines ausgeliefert und mit dem Luftfahrzeugkennzeichen N93044 in Betrieb genommen wurde. Das zweimotorige Kurzstreckenflugzeug war mit zwei Propellertriebwerken des Typs Pratt & Whitney R-2800-CB16 Double Wasp ausgestattet. Bis zum Zeitpunkt des Unfalls hatte die Maschine eine Gesamtbetriebsleistung von 1.321 Betriebsstunden absolviert.

## Passagiere und Besatzung
Den Linienflug von Chicago nach Minneapolis hatten 33 Passagiere angetreten. Es befand sich eine vierköpfige Besatzung an Bord der Maschine. Der 30-jährige Flugkapitän Robert L. Johnson verfügte über 5.502 Stunden Flugerfahrung, wovon er 311 Stunden im Cockpit der Martin 2-0-2 absolviert hatte. Am 26. Februar 1942 war er als auszubildender Erster Offizier durch die Northwest Airlines angestellt worden, am 19. Juni 1944 wurde er zum Flugkapitän befördert. Der 27-jährige Erste Offizier David F. Brenner wurde am 29. März 1943 als auszubildender Erster Offizier durch die Northwest Airlines angestellt. Er verfügte über 2.380 Stunden Flugerfahrung, wovon er 155 Stunden im Cockpit der Martin 2-0-2 abgeleistet hatte. Es befanden sich 800 Gallonen Treibstoff und 471 kg Gepäck an Bord.

## Wettervorhersage
Die Wetterprognosen vor dem Abflug wiesen für die Flugstrecke über La Crosse und Rochester, Minnesota relativ klare Wetterbedingungen mit vereinzelten Regenschauern aus.

## Tatsächliches Wetter
Zwischen 16:45 Uhr und 17:00 Uhr beobachtete eine Reihe von Augenzeugen, wie sich ein Gewitter aus nordwestlicher Richtung dem späteren Absturzgebiet näherte. Diese Augenzeugen berichteten in späteren Befragungen im Rahmen der durch das Civil Aeronautics Board geführten Unfalluntersuchung, dass das Gewitter immer intensiver geworden sei. Es habe sich zunehmend durch Blitze und Donner bemerkbar gemacht.

## Unfallhergang

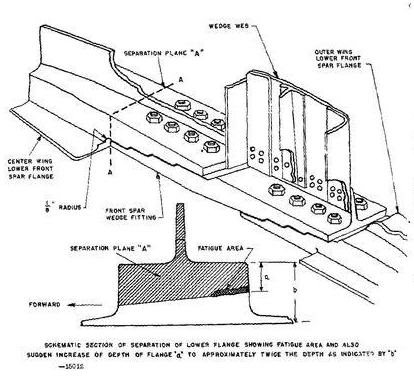
Eine aus dem offiziellen Untersuchungsbericht entnommene Skizze der Tragflächenwurzel und der Stelle, von der das Materialversagen ausging

Die Maschine startete um 15:50 Uhr in Chicago zum Flug nach Minneapolis. Um 16:55 Uhr meldete die Besatzung, dass man La Crosse überfliege, welches 125 Meilen südöstlich von Minneapolis liegt. Die Flugsicherung erteilte die Freigabe, den Sinkflug aus der Reiseflughöhe von 8.000 Fuß zu beginnen. Vier Minuten später meldeten die Piloten, dass sie sich in 7.000 Fuß Höhe befänden. Dies war der letzte Funkkontakt, der zwischen Flugsicherung und der Maschine erfolgte. Der Flugkapitän sprach zu diesem Zeitpunkt mit ruhiger Stimme, sodass nichts darauf hinwies, dass es irgendwelche mechanischen Probleme mit der Maschine gab. Die Maschine flog weiter in Richtung Winona, als sie auf die Gewitterzelle traf.

## Augenzeugenberichte
Augenzeugen beobachteten, wie die Maschine unterhalb der Wolkengrenze flog, bis sie in eine Arcuswolke einflog. Dies war die letzte Sichtung der Maschine; Sekunden später beobachteten Augenzeugen, wie Flugzeugwrackteile vom Himmel stürzten. Ein außer Dienst befindlicher Pilot der Northwest Airlines berichtete, die Maschine sei von einem Blitzschlag getroffen worden, während Bauern in der Gegend berichteten, dass die Maschine vor dem Absturz eine Fassrolle geflogen sei. Die Augenzeugen gaben an, dass es zum Unfallzeitpunkt zwar stark geregnet habe, der Wind jedoch nur schwach gewesen sei.

## Bergungsaktion
Die Maschine schlug an einem bewaldeten Felsufer auf der Wisconsiner Seite des Mississippi River auf. Das Trümmerfeld setzte sich aus vier großen Fragmenten der Maschine – Flugzeugrumpf, Leitwerk sowie dem äußeren und inneren Teil der linken Tragfläche, zusammen. Daneben gab es eine Vielzahl kleinerer Trümmer. Die vier großen Wrackteile waren auf einem Kurs von 335 Grad niedergegangen. Wrackteile der Maschine wurden aus den Sümpfen entlang des Mississippi River geborgen. Einige Wrackteile gingen in einem Baseballstadion in Winona sieben Meilen südlich des Hauptabsturzgebiets nieder. Die Leichen aller 37 Insassen wurden aus dem Flugzeugrumpf geborgen, der in eine tiefe Schlucht gerollt war. Die Mitglieder des Bergungstrupps formten eine Menschenkette, um bei der Bergung der sterblichen Überreste der Insassen die steilen, 46 Meter hohen Schluchtränder besser überwinden zu können. Mit Pferdekutschen, die von Landwirten aus der Region bereitgestellt worden waren, wurden die Leichen die steilen Bergklippen hinab abtransportiert.

## Unfalluntersuchung
Die Unfallermittler des Civil Aeronautics Board stellten fest, dass sich der Unfall ereignet hatte, nachdem der äußere Teil der linken Tragfläche vom inneren abgebrochen war. Sie stellten ferner fest, dass an den Tragflächen der Maschine vor dem Unfall Ermüdungsrisse bestanden und der Riss an der Bruchstelle sei 7/8 Zoll lang sowie 3/32 Zoll tief gewesen sei. In Verbindung mit den Gewitterbedingungen sei es daraufhin zu einer Strukturüberlastung und infolgedessen zu einem Versagen der Flugzeugstruktur gekommen. Konkret habe zunächst der vordere linke Tragflächenholm versagt, gefolgt vom hinteren und den Verbindungselementen zwischen dem mittleren und äußeren Tragflächenabschnitt. Der Abriss der linken Tragfläche habe dazu geführt, dass die Maschine nach links rollte, während die abgerissene Tragfläche gegen den Rumpf und das rechte Höhenruder prallte. Der Abriss der Tragfläche sei durch eine Windböe und die Materialermüdung verursacht worden.
Das Civil Aeronautics Board empfahl in seinem Abschlussbericht periodische Untersuchungen der Tragflächenwurzeln der Martin 2-0-2 auf Ermüdungsrisse, eine Erhöhung der Materialdicke an den betroffenen Stellen und eine Verringerung der Betriebsgeschwindigkeiten um zehn Prozent.
Eine weitere Martin 2-0-2 der Fluggesellschaft, die auf derselben Route durch denselben Sturm geflogen war, wies  Ermüdungsrisse an denselben Stellen auf. Eine im Oktober 1948 durchgeführte Inspektion führte identische Risse an ähnlichen Stellen bei drei weiteren Maschinen des Typs Martin 2-0-2 zutage.

## Folgen
Im April 1949 verklagte Northwest Airlines die Glenn L. Martin Company als Hersteller des Martin 2-0-2, auf 725.000 Dollar Schadenersatz. In der Klage wurde behauptet, das Unternehmen habe der Fluggesellschaft fünf defekte Flugzeuge verkauft, darunter das Flugzeug, das auf Flug 421 zerstört worden war. Der Vorsitzende des Unternehmens, Glenn Luther Martin, wies die Klage als bloße Formalität zurück und bezeichnete sie als ein wenig bedeutungsloses juristisches Manöver, um widersprechende Versicherungen zu beschwichtigen.